# Gasometer Grasbrook
Der Gasometer Grasbrook war ein im Jahr 1909 erbauter Gasbehälter in Hamburg, der dort bis 1984 stand.

## Geschichte
Die Hamburger Gaswerke erbauten im Jahr 1845 auf der ehemaligen Elbinsel Großer Grasbrook am Hamburger Hafen auf einer etwa 7 ha großen Fläche Hamburgs erstes Gaswerk. Kurz nach der Eröffnung wurde es durch eine Sturmflut zerstört und 1846 wiederaufgebaut.
Im Jahr 1909 wurde zur Kapazitätserweiterung durch das Eschweiler Stahlbau-Unternehmen F. A. Neuman ein nicht umhüllter Teleskop-Gasspeicher errichtet. Er war mit 200.000 m³ Inhalt und 71 m Höhe im Oktober 1909 damals für einige Wochen Europas größter Gasometer und wurde auch „Riesengasometer“ genannt. Unter dem Behälter befanden sich eine Gleisdurchführung und Lagerräume. Die im Vorjahr bewilligten Baukosten betrugen 14 Millionen Mark.

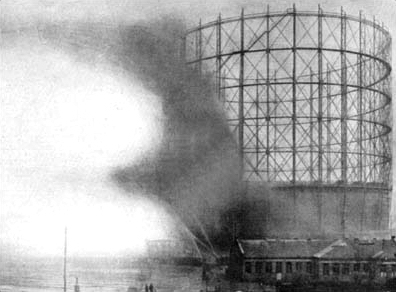
Explosion 1909

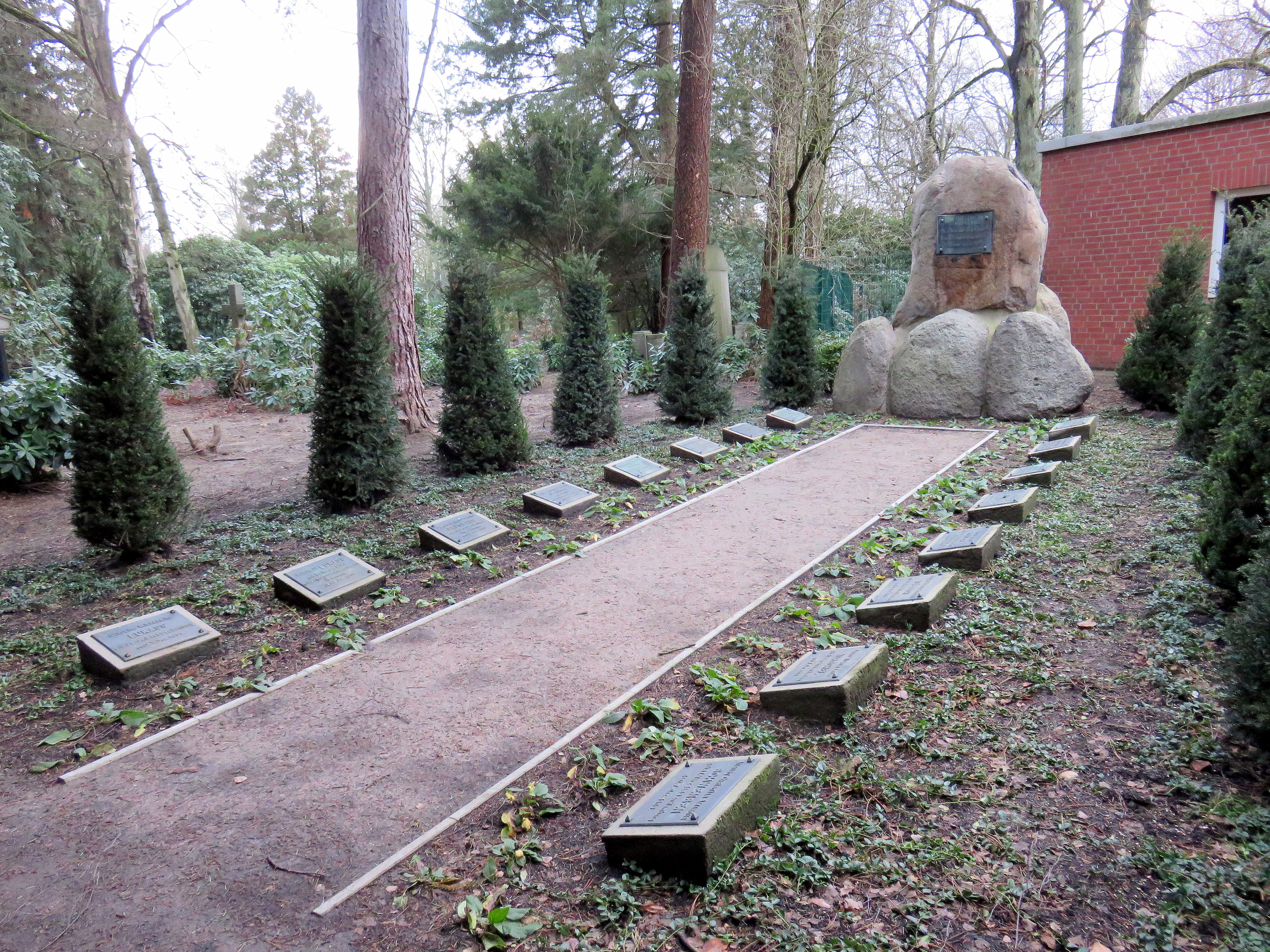
Gemeinschaftsgrabstätte,
Friedhof Ohlsdorf

Zehn Wochen nach der Fertigstellung, am 7. Dezember 1909 um 15 Uhr, explodierte der halb gefüllte Gasometer. Der danebenstehende ältere Gasbehälter fing ebenfalls Feuer und explodierte um 16:30 Uhr. Nachfolgende Untersuchungen ergaben, dass beim Befüllen des Behälters die offenbar zu schwach dimensionierten Eisenträger der Bodenkonstruktion gebrochen und die Eisenbleche des Wasserbassins gerissen waren. Dadurch war zunächst das zur Abdichtung notwendige Wasser ausgeflossen und hatte das Werksgelände überflutet. Das daraufhin ausströmende Gas hatte sich schließlich entzündet und die Explosionen beider Behälter verursacht. 30 Menschen wurden getötet und 42 verletzt. Hierzu gehörten neben Arbeitern und Handwerkern auch Frauen der in unmittelbarer Nähe stehenden Betriebskantine.
16 Tote wurden auf dem Ohlsdorfer Friedhof in einer gemeinschaftlichen Grabstätte (AF 19) beigesetzt.
Der Behälter wurde von den Unternehmen F. A. Neuman und BAMAG repariert und im Jahr 1911 erneut in Betrieb genommen. Nach seiner Zerstörung während des Zweiten Weltkriegs wurde er 1950/51 wiederum durch F. A. Neuman neu aufgebaut. In Folge der Schließung des Gaswerks 1976 wurde der Behälter im Jahr 1984 endgültig abgerissen.

## Literatur

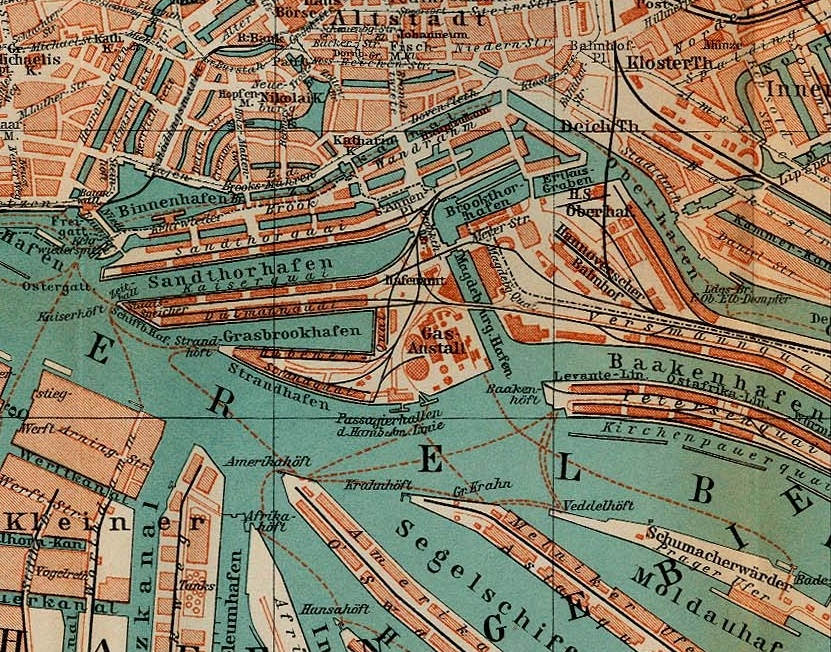
Stadtplan-Ausschnitt 1910 (Gaswerk in Bildmitte)